# Philippe d'Harcourt
Philippe d'Harcourt, chevalier, chambellan du roi Charles VI, fut baron de Bonnétable, seigneur d'Arschot en Brabant, de Tilly-sur-Seulles (dans le Bessin), de Beuvron, seigneur de Vibraye, de Montcolain.

## Biographie
Frère cadet de Jean VI d'Harcourt, troisième comte d'Harcourt, il est le fils de Jean V d'Harcourt, deuxième comte d'Harcourt, et de Blanche de Ponthieu, comtesse d'Aumale. Il est né le 6 février 1355 au château d'Harcourt.
Philippe d'Harcourt épouse en septembre 1374 Jeanne de Tilly, dame de Beuvron, unique héritière de la riche et puissante famille de Tilly. Celle-ci lui apporte notamment en dot les baronnies de Beaufour (Beaufou), Beuvron-en-Auge, Thury-Harcourt, Tilly-sur-Seulles, Ecouché et les seigneuries de Fontaine-Henry, la Motte-de-Cesny, Grimboscq, Auvilliers, Couvains, Hotot, Saint-Martin-de-Sallen, Barneville, Plannes, Seuvray, Druval, Saint-Aubin-Lébizay. Le mois suivant son frère Jean VI d'Harcourt lui donne la baronnie de Bonnétable ainsi que les seigneuries de Montcolain et de Vibraye. Ces possessions font de lui un des plus puissants seigneurs de la fin du XIVe siècle.
Il sert régulièrement dans l'armée du roi Charles VI de France, qui le qualifie d'aimé et féal cousin, chevalier et chambellan. 
En 1382, il l'accompagne dans la campagne de Flandres et participe à la victoire de Roosebeke. Il sert à nouveau l'année suivante à la tête de 6 chevaliers et de 15 écuyers.
En décembre 1391, il intervient au traité de mariage entre Isabelle de France, fille aînée du roi Charles VI, alors âgée de deux ans, et Jean, fils aîné de Pierre II, comte d'Alençon, à titre de parent, tant des comtes d'Alençon que de la famille royale. Ce traité n'eut pas de suite et Isabelle de France épousa finalement Henri II d'Angleterre.
Il fait reconstruire à partir de 1400 le château de Barou-en-Auge. 
Il meurt en 1403.

## Descendance
Il eut quatre enfants de son mariage avec Jeanne de Tilly : 
- Gérard d'Harcourt, chevalier, baron de Bonnétable, de Beaufou, de Beuvron, d'Aarschot, tué à la bataille de Verneuil en 1424, auteur des deux branches françaises subsistantes de la Maison d'Harcourt, Olonde et Beuvron.
- Christophe d'Harcourt, conseiller et confesseur du roi Charles VII, Commandant de la Garde du Dauphin, chanoine et chancelier de la cathédrale de Rouen.
- Jeanne d'Harcourt, épouse Guillaume de Braquemont, seigneur de Campremy.
- Blanche d'Harcourt, épouse Yves de Vieux-Pont, baron de Neubourg, tué à Azincourt.